# Lamphun Warriors
El Lamphun Warriors (en tailandés: สโมสรฟุตบอลลำพูน วอริเออร์) es un equipo de fútbol de Tailandia que juega en la Liga de Tailandia, la primera división nacional.

## Historia
Fue fundado en el año 2011 en la provincia de Lamphun como equipo de la tercera división. Diez años después logra el ascenso a la Thai League 2 como campeón de la tercera categoría. Al año siguiente es campeón de la segunda división y logra el ascenso a la Liga de Tailandia por primera vez.

## Palmarés
- Thai League 2 (1): 2021–22
- Thai League 3 (1): 2020–21
- Thai League 3 Northern Region (1): 2020–21